# Спіро Китанчев
Спіро Китанчев (болг. Спиро Гьорев Китинчев) — болгарський, югославський та македонський політик-націоналіст, мер міста Скоп'є у 1941-1944 роках.

## Дитинство та юність
Спіро Китанчев народився у 1895 році в македонському місті Скоп'є. Навчався у болгарській школі в Салоніках. У роки Першої світової війни, коли болгарська армія окупувала місто продовжив навчання у Швейцарії в місті Лозанна. У той же час його батько був мером міста при болгарській військовій адміністрації.

## Політична діяльність та погляди
У Швейцарії увійшов в організацію македонських студентів MYSRO. 16 грудня 1918 року Китанчев стає одним з організаторів студентського союзу «Генеральна Рада».
У 1919 році в ході засідань Паризької мирної конференції працює над ідеєю створеннянезалежної багатонаціональної республіки Македонія. На його думку, яку він викладав у меморандумі «Endependans Masedonien» країна повинна взяти за приклад державний устрій Швейцарії, тобто стати конфедерацією.
У кінці 1919 року Китанчев повернувся в Скоп'є та став одним із засновників журналу «Промінь», в якому розпочав пропаганду своєї політичної концепції. У тому ж 1919 році стає членом районного комітету Внутрішньої македонської революційної організації (ВМРО). Одночасно з цим стає членом Демократичної партії Македонії. Обидві організації в які входив Китанчев ставили мету створити незалежну Македонію. [5]
У 1936 році був включений в демократичній організації MANAPO (Македонський народний союз).

## Друга світова війна
Після поразки Королівського Югославії в квітні 1941 року Китанчев став мером Скоп'є. Незважаючи на зміну окупаційної адміністрації з німецької на болгарську посада за ним збереглася.
Німецькі та болгарські війська, які окупували Македонію до 1944 року, активно підтримували македонських націоналістів, в тому числі і особисто Спіро Китанчева. У зв'язку з виведенням з Македонії болгарських військ влада була передана націоналістичній македонській організації ВМРО, хоча її лідер Ванч Михайлов виступив проти одностороннього проголошення незалежності, вступивши в конфлікт зі Спіро Китанчевим.
У 1944 році, бачачи поразку Вермахту у війні з СРСР та Союзниками Спіро Китанчев намагається заснувати македонську державність, проголосивши створення Незалежної Республіки Македонія.
Однак, вже 8 вересня 1944 року, після провалу спроб створити незалежну Республіку Македонію, Китанчев покидає Скоп'є разом з болгарськими військами.

## Арешт та суд
Після виїзду зі Скоп'є оселився в Кюстендилі, де на початку жовтня 1944 року був заарештований представниками болгарського уряду Вітчизняного фронту та переданий югославським комуністам. У процесі, який тривав з 25 травня по 2 червня 1945 року, Китанчев звинувачувався у націоналізмі та колабораціонізмі та підтриманні македонського сепаратизму. Спіро Китанчев не заперечував обвинуваченню та був визнаний винним за всіма епізодами та засуджений до 20 років каторжних робіт.

## Смерть
У 1946 році помер у тюремній камері Ідризово від туберкульозу і тортур.